# ビンター・カナリア
 ビンター・カナリア（Binter Canarias S.A.）は、 テルデのグラン・カナリア空港、サン・クリストバル・デ・ラ・ラグーナのテネリフェ・ノルテ空港に拠点を置くスペインのコミューター航空会社。ビンテル・カナリア、ビンテル・カナリアスなどと表記することもある。 

## 歴史
1988年2月18日にイベリア航空の子会社として設立され、1989年3月26日に営業を開始。コミューター航空会社として営業を開始し、現在カナリア諸島にある8つの空港全てに就航している唯一の航空会社である。ベルガモ、パリに就航する計画があったが頓挫した。今日では、リスボンとカーボベルデへの定期便がある。     
2016年、ATR 72-500の後継にATR 72-600を6機発注することに合意した。その後、12機えを追加で発注している。2018年6月にはマデイラ島とポルト・サント島を結ぶ、マデイラ諸島間での運航を開始した。 

## 就航地
2019年1月現在。 
カーボベルデ
- プライア - ネルソン・マンデラ国際空港
- サル島 - アミルカル・カブラル国際空港
- サンフィリペ - サンフィリペ空港

ポルトガル
- マデイラ島 - マデイラ空港
- リスボン - ウンベルト・デルガード空港
- ポンタ・デルガダ - ポンタ・デルガダ空港
- ポルト・サント島 - ポルト・サント空港

スペイン
- エル・イエロ島 - エル・イエロ空港
- フエルテベントゥラ島 - フエルテベントゥラ空港
- グラン・カナリア島 - グラン・カナリア空港（ハブ空港）
- ラ・ゴメラ島 - ラ・ゴメラ空港
- ラ・パルマ島 - ラ・パルマ空港
- ランサローテ島 - ランサローテ空港
- マヨルカ島 - パルマ・デ・マヨルカ空港
- ムルシア - リージョン・デ・ムルシア国際空港
- パンプローナ - パンプローナ空港
- ビーゴ - ビーゴ空港
- サンタンデール - サンタンデール空港
- テネリフェ
  - テネリフェ・ノルテ空港（ハブ空港）
  - テネリフェ・スール空港
- サラゴサ - サラゴサ空港

モロッコ
- アガディール - アガディール・アル・マシーラ空港
- カサブランカ - ムハンマド5世国際空港
- マラケシュ - マラケシュ・メナラ空港

セネガル
- ダカール - ブレーズ・ジャーニュ国際空港

モーリタニア
- ヌアクショット - ヌアクショット・オムタウンシー国際空港

ガンビア
- バンジュール - バンジュール国際空港

西サハラ
- ダフラ - ダクラ空港
- アイウン - ラユーン・ハサン1世空港

## 保有機材

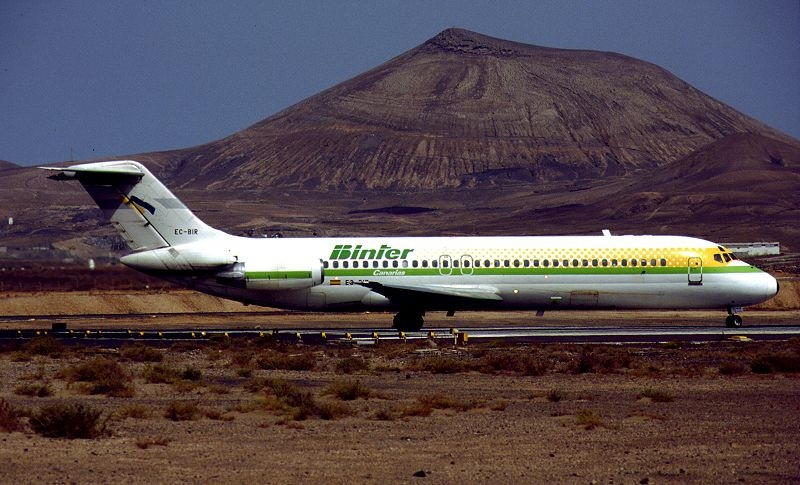
ダグラス DC-9

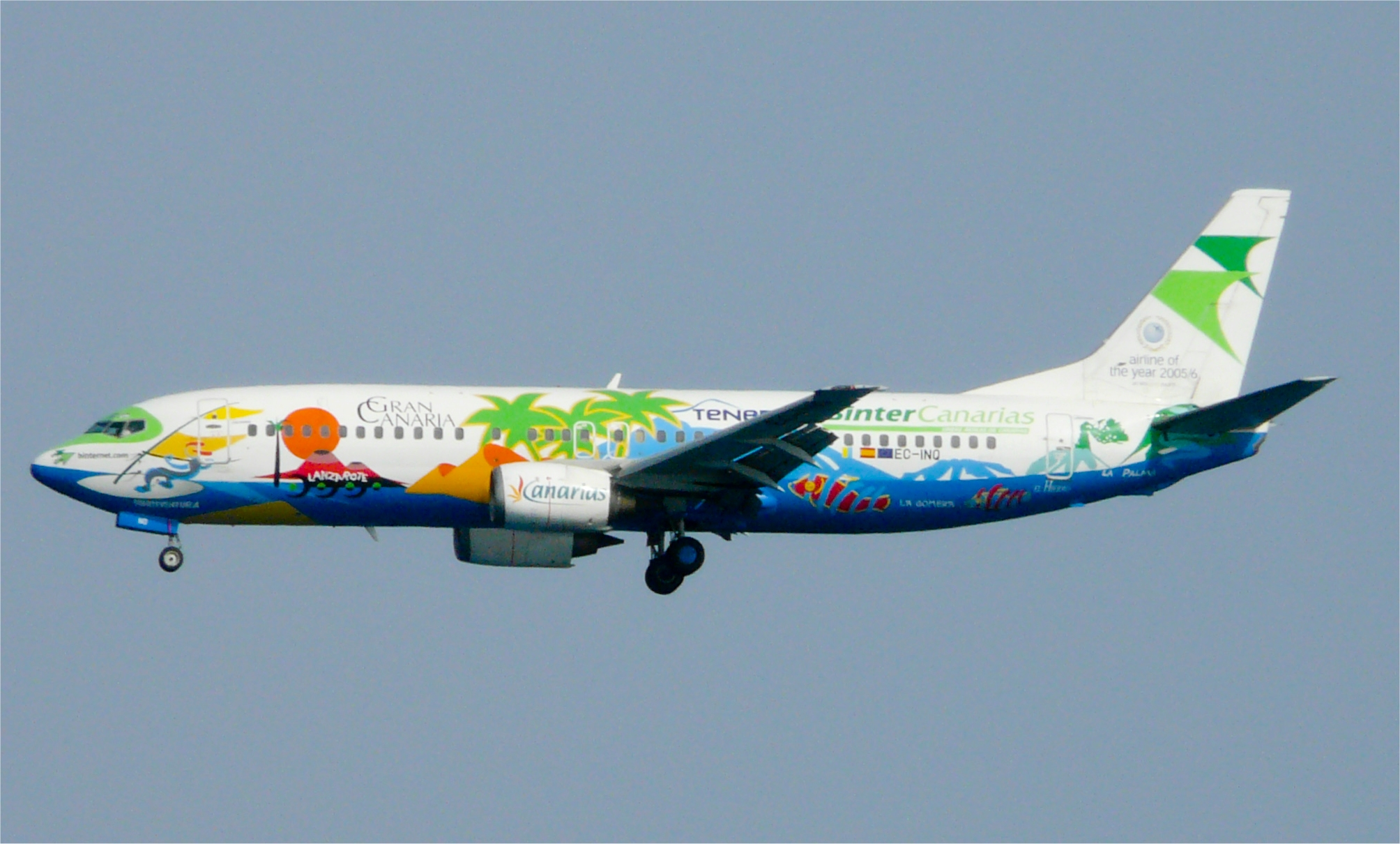
特別塗装のB737-400

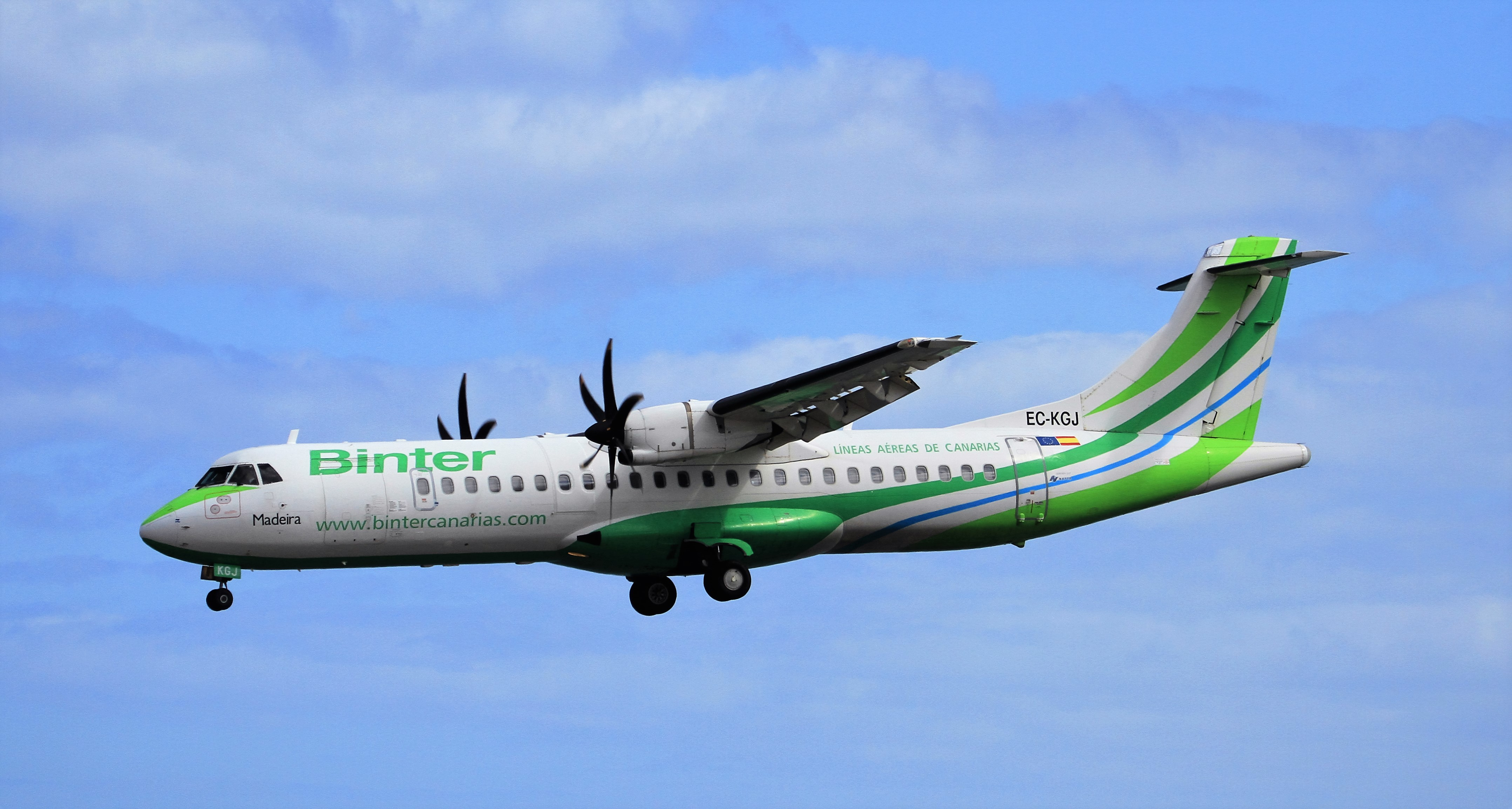
ATR 72-500

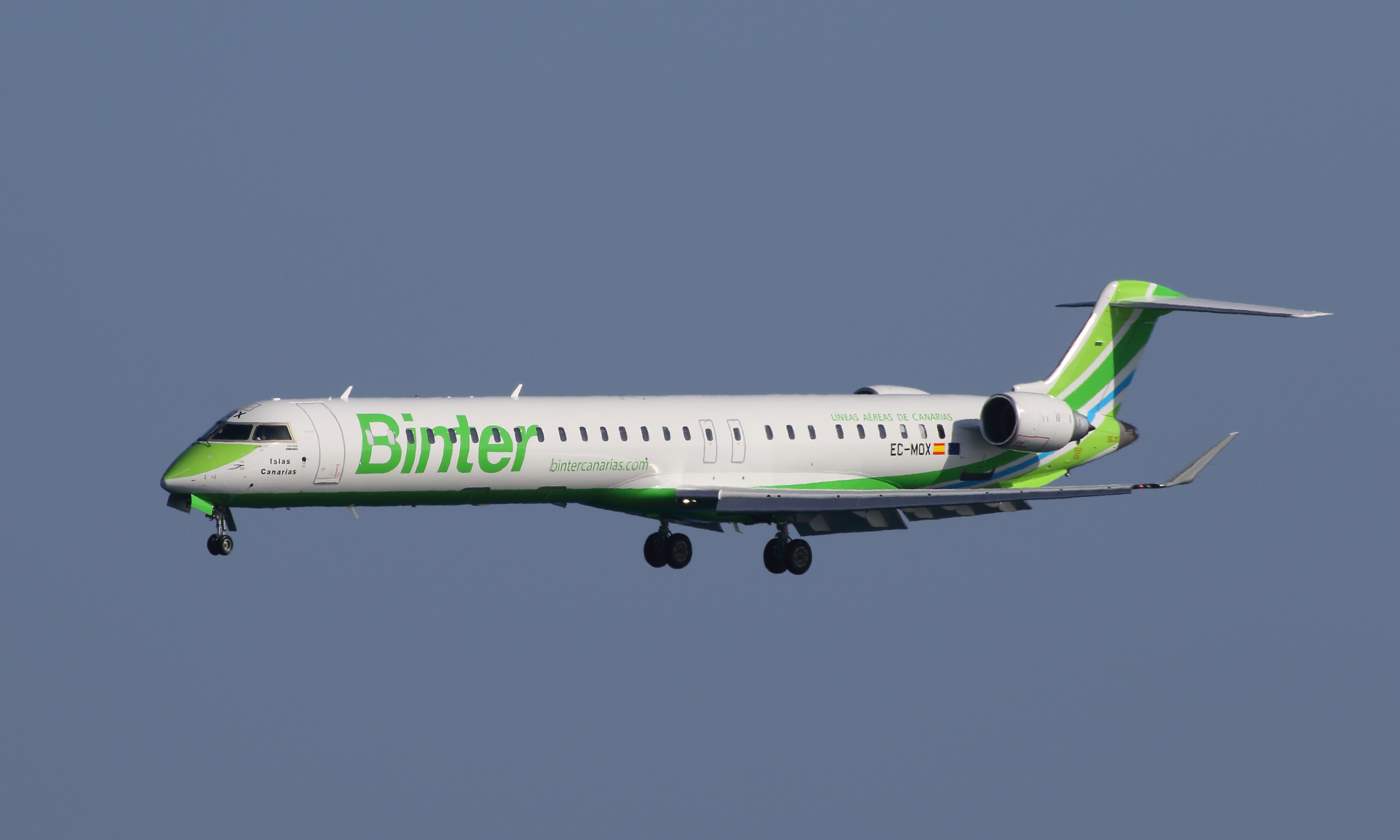
ボンバルディア CRJ1000

### 運行機材
2019年12月現在。
| 機材                   | 運用機数 | 発注機数 | 座席数 | 備考                            |
| ---------------------- | -------- | -------- | ------ | ------------------------------- |
| ATR 72-500             | 7        |          | 68     | ATR 72-600に順次置き換え。      |
| ATR 72-600             | 15       |          | 72     |                                 |
| ボンバルディア CRJ1000 | 3        |          | 100    | メダヴィアからのリース機材      |
| エンブラエル 195-E2    | 3        | 2        | 132    | 2019年11月に1機目が納入された。 |
| 計                     | 28       | 2        |        |                                 |

### ローンチカスタマー
ビンター・カナリアはエンブラエル E195-E2の発注を確定した。ビンター・カナリアがヨーロッパのローンチカスタマーとなり、2019年11月22日に最初に納入された。2019年12月に運航が開始された。 

### 退役機材
これまでにボーイング737-400（フューチュラ国際航空からリース、特別塗装機）、ATR 72-202、CASA CN-235（最初に使用した機材）、ボンバルディアCRJ-200、CRJ-900（ボンバルディアの機材はどちらもエア・ノストラムからのリースであったが、現在運航しているCRJ1000はリース機材ではない。）を運航していた。

## 事故
- 2016年10月18日、左側の降着装置の問題により、NAYSAが運航していたATR 72-600がグラン・カナリア空港にダイバートした。航空機は、テネリフェ・ノルテ空港からの訓練飛行でありRSC001Kとして運航していた。乗員は3名、乗客はいなかった。協定世界時の12時22分にグラン・カナリア空港に安全に着陸した[8]。 テネリフェに戻ると、左側の主脚の一方または両方のタイヤが破裂したか、空気が抜けていることがわかった[9]。

## 評価
2005年にヨーロッパで最も優れたコミューター航空会社に認定され（ボーイング737-400が記念に塗装された）、2010年9月欧州地域航空協会（ERA）から2010/2011年の最高の航空会社としてゴールドアワードを受賞した。